# Echinopleura aculeata
Echinopleura aculeata là một loài chân đều trong họ Desmosomatidae. Loài này được G.O. Sars miêu tả khoa học năm 1864.